# Grå ullapa
Grå ullapa (Lagothrix cana) är en art i släktet ullapor bland primaterna. Tidigare räknades bara en art till släktet som kallades "grå ullapa" på svenska och som hade det vetenskapliga namnet Lagothrix lagotricha. Idag är Lagothrix lagotricha en annan art.

## Utbredning och habitat
Utbredningsområdet för grå ullapa sträcker sig över västra Brasilien (söder om Amazonfloden), östra Peru och norra Bolivia. Habitatets utgörs av olika sorters skogar, till exempel regnskogar eller skogar i bergstrakter upp till 2 500 meter över havet.

## Kännetecken
Grå ullapa har en robust kropp, liksom andra arter i samma släkte, och kraftiga extremiteter samt en lång svans. Kroppens längd ligger vid 50 centimeter och därtill kommer svansen som är något längre än övriga kroppen och som används som gripverktyg. Vikten varierar mellan 7 och 9 kilogram. Hannar är lite tyngre än honor. Den täta ulliga pälsen har en grå grundfärg - händer, fötter och ansiktet är mera svartaktiga. Huvudet är runt och öronen små.

## Levnadssätt
Denna primat är aktiv på dagen och vistas i träd, främst i trädkronans övre delar. Den har bra förmåga att klättra men rör sig vanligen långsam. Grå ullapa går antingen på fyra fötter eller går i armgång framåt. Svansen används som femte extremitet. Individerna lever i grupper som har särskilt stora revir (upp till 1 000 hektar). Territorierna överlappar varandra och de är inte särskild aggressiva mot medlemmar av andra grupper.
Födan utgörs främst av frukter men de äter även blad och andra växtdelar eller även smådjur.
Efter dräktigheten som varar i cirka 225 dagar föder honan vanligen ett ungdjur. Ungen dias ungefär ett år.

## Hot
Grå ullapa jagas för köttets skull. Dessutom fångas flera ungdjur för att göra de till sällskapsdjur och mest dödas modern vid detta tillfälle. Ett annat hot är levnadsområdets förstöring genom skogsskövling och gruvdrift. IUCN listar arten som starkt hotad (endangered).